# دي إف-224

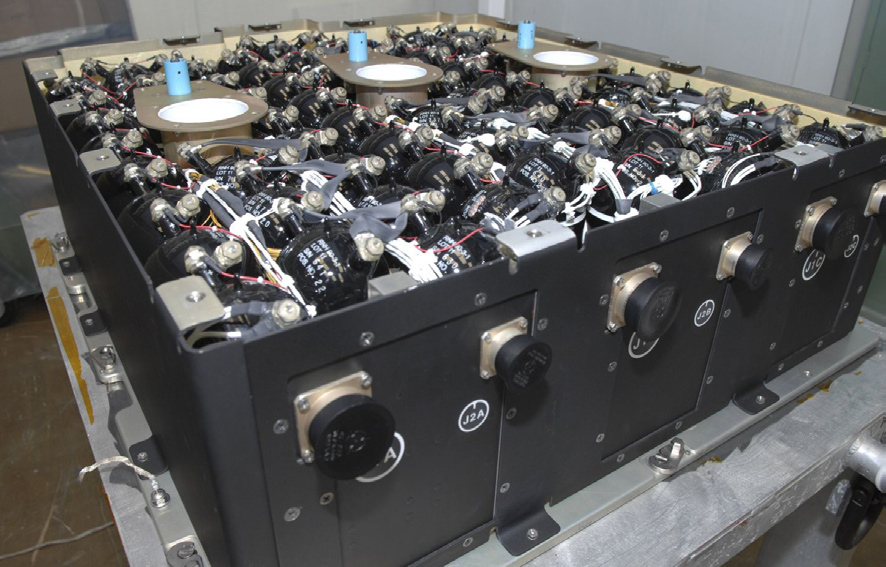
بطارية مقراب هابل وهي مفتوحة ولا تحتوي على غطاء، هذه البطارية تعمل بالنيكل والهيدروجين.

دي إف-224 (بالإنجليزية: DF-224)‏ كان حاسوبًا فضائيًّا استُخدم في المهمَّات الفضائيَّة في عقد 1980. صُنع هذا الحاسوب من قبل شركة روكويل الدولية واستُخدم في مرصد هابل الفضائي قبل أن يستبدل بحاسوب أسرع منه في بعثة الخدمة الثالثة (STS-103).